# تخت أرة يك (مازو)
تخت أرة یك (بالفارسية: تخت‌اره یک) هي قرية تقع في قسم مازو الريفي، بمقاطعة أنديمشك التابعة محافظة خوزستان، إيران. يقدر عدد سكانها بـ 28 نسمة حسب الإحصاء السكاني الذي تمّ في عام 2006.